# Mohamed Farah (football)
Pour les articles homonymes, voir Farah.
Abdulkadir Mohamed Farah (arabe : عبد القادر محمد فرح) (né le 15 février 1961 à Beledweyne en Somalie et mort le 24 mars 2020 à Londres en Angleterre) est un footballeur international somalien.

## Biographie

### Carrière
Né à Beledweyne, Farah commence sa carrière en 1976, joue au niveau régional avant de jouer au club de football de Batroolka.
Il a également représenté l'équipe nationale somalienne.

### Fin de vie
Farah travaille ensuite comme conseiller auprès du ministre de la Jeunesse et des Sports. Il meurt dans un hôpital de Londres des suites de la maladie à coronavirus 2019.